# Ozarba flavicilia
Ozarba flavicilia là một loài bướm đêm trong họ Noctuidae.